# Eporèdorix
Eporèdorix o Eporedòrix (en llatí Eporedorix) va ser un cap dels hedus. Va dirigir la cavalleria d'aquest poble enviada, a sol·licitud de Juli Cèsar, en ajuda dels romans contra Vercingètorix l'any 52 aC. Va informar a Cèsar de què Litavieus, cap dels hedus, volia col·locar a aquest poble a la confederació dels gals contra Roma, però aviat ell mateix, probablement per ambició, es va revoltar juntament amb Viridomar, el que va fer que tots els gals passessin al costat de la resistència. Quan els gals van escollir Vercingetorix, es va sentir decebut, ja que esperava ser elegit. Va ser enviat al front d'una força dels hedus per ajudar a Vercingètorix que estava assetjat a Alèsia. Els romans havien fet presoner a un cap hedu de nom Eporèdorix en una batalla, però aquest era probablement un personatge diferent.